# Baltacı Mehmed Pascià
Baltacı Mehmed Pascià (Osmancık, 1652 – Lemno, luglio 1712) è stato un politico e militare ottomano. Fu Gran Visir dell'Impero Ottomano, prima dal 1704 al 1706 e di nuovo dal 1710 al 1711, e Capitan pascià (grande ammiraglio della Marina ottomana) nel 1704.

## Primi anni
Mehmet è nato a Osmancık, vicino a Çorum (nell'odierna Turchia). Era di origine turca. Ha viaggiato in Nord Africa, che allora era territorio ottomano. Arrivò quindi a Costantinopoli, la capitale dell'impero, dove trovò lavoro come baltacı (impiegato di palazzo) nel palazzo del sultano che gli valse l'epiteto. Ha lavorato anche come segretario e muezzin (persona che chiama gli altri alla preghiera nella tradizione islamica) e si è guadagnato il soprannome di pakçemuezzin. Ben presto fu promosso capo stalliere (imrahor) e poi Grandammiraglio (Capitan Pascià) nel 1704. Il 25 dicembre 1704 divenne gran visir.

## Primo gran visierato
Non ci sono stati tramandati fatti degni di nota nel suo primo mandato come Gran Visir, e nel 1706 fu licenziato. In soli quattro anni, fu nominato sanjak-bey (governatore) per tre volte in province remote: Erzurum (nell'odierna Turchia), l'isola di Chio (in turco Sakız, nell'odierna Grecia) e Aleppo (in turco: Halep, nell'odierna Siria). Il 18 agosto 1710 iniziò il suo secondo mandato come Gran Visir.

## Secondo gran visierato
Il suo secondo mandato è piuttosto noto. Nel 1709, durante la Grande Guerra del Nord, Carlo XII di Svezia era stato sconfitto dalle forze russe nella battaglia di Poltava e si era rifugiato in territorio ottomano, con Pietro I di Russia al suo inseguimento. L'Impero Ottomano, alleato della Svezia, dichiarò guerra alla Russia. Baltacı Mehmet fu nominato il comandante (serdar) dell'esercito. Riuscì a circondare l'esercito russo vicino al fiume Prut (che oggi forma la linea di confine tra Romania e Moldavia), costringendo Pietro a chiedere la pace. Il Trattato di Prut prevedeva la restituzione all'Impero Ottomano della fortezza di Azov, che era stata annessa dalla Russia con il Trattato di Karlowitz, e la demolizione di diverse fortezze russe; Pietro I promise di non interferire negli affari della Confederazione polacco-lituana e Carlo XII ottenne un lascia passare per ritornare al suo regno.

## Da Costantinopoli a Lemno
Sebbene la reazione iniziale del sultano Ahmed III al trattato fosse di soddisfazione, i rivali politici di Baltacı Mehmet Pascià, così come Carlo XII e Devlet II Giray, il Khan di Crimea, stato vassallo dell'Impero Ottomano, erano insoddisfatti. Fu accusato di essere stato corrotto da Pietro I di Russia (attraverso la moglie Caterina) e fu licenziato dal suo incarico il 20 novembre 1711. Baltacı fu esiliato nelle moderne isole greche di Lesbo (in turco: Midilli) e successivamente di Lemno (in turco: Limni), dove morì l'anno successivo nel luglio 1712.

## Curiosità
Alcuni contemporanei, come Voltaire nel suo libro Pietro il Grande, riferirono che Mehmet Pascià era coinvolto in una relazione con la futura imperatrice Caterina I di Russia, allora consorte di Pietro. Circondata da un numero schiacciante di truppe turche, Caterina suggerì prima di arrendersi, che i suoi gioielli e quelli delle altre donne fossero usati nel tentativo di corrompere Baltacı Mehmet Pascià affinché permettesse una ritirata. Mehmet permise la ritirata, motivata dalla bustarella o da considerazioni di commercio e diplomazia.
La storia della relazione di Mehmet Pascià con Caterina I e la sua successiva punizione con l'esilio è stata oggetto di numerose opere letterarie sia in Turchia che in Russia, tra cui l'opera teatrale del 1961 Lütfen Dokunmayın del drammaturgo turco Haldun Taner e il libro Baltacı ile Katerina ("Baltacı e Caterina ") di Murat Sertoğlu.